# ジョン・デビッド・ジャクソン
ジョン・デビッド・ジャクソン（John David Jackson、1963年5月17日 - ）は、アメリカ合衆国の男性プロボクサー。コロラド州デンバー出身。元WBO世界スーパーウェルター級王者。元WBA世界ミドル級王者。世界2階級制覇王者。引退後はトレーナーとして活躍している。

## 来歴
1984年3月11日、プロデビューを果たし初回KO勝ちで白星でデビューを飾った。
1987年1月13日、全米ペンシルベニア州スーパーウェルター級王座決定戦をシドニー・アウトラムと対戦し6回分4秒TKO勝ちで王座獲得に成功した。
1988年12月8日、WBO世界スーパーウェルター級初代王座決定戦を元WBC世界スーパーウェルター級王者ルペ・アキノと対戦し7回終了時棄権で王座獲得に成功した。
1989年4月22日、後のWBA世界スーパーミドル級王者スティーブ・リトルと対戦し8回TKO勝ちで初防衛に成功した。
1990年2月17日、マーティン・カマラと対戦し11回無効試合に終わるも2度目の防衛に成功した。
1990年10月23日、後のWBO世界ミドル級王者クリス・ピアットと対戦し12回3-0(118-109、117-111、116-112)の判定勝ちで3度目の防衛に成功した。
1991年7月21日、タイロン・トリスと対戦し12回3-0(2者が116-111、117-110)の判定勝ちで4度目の防衛に成功した。
1992年6月9日、パット・ロウラーと対戦し9回終了時目をカットでドクターストップによる棄権で5度目の防衛に成功した。
1992年12月19日、マイケル・マストロナルドと対戦し10回1分14秒TKO勝ちで6度目の防衛に成功した。
1993年10月1日、WBA世界ミドル級王者レジー・ジョンソンと対戦し12回3-0(2者が115-114、115-113)の判定勝ちで2階級制覇を達成した。
1993年10月30日にWBO世界スーパーウェルター級王座を返上した。
1994年初頭にWBA世界ミドル級王座を剥奪された。
1994年12月10日、モンテレイでWBA世界ミドル級王者ホルヘ・カストロと対戦。壮絶な打撃戦はほぼジャクソンが一方的に試合を進め有利になっていたが9回に歴戦の王者カストロが猛反撃を開始しそのままレフェリーがストップ。9回2分34秒大逆転TKO負けを喫し王座返り咲きに失敗した。
1997年4月19日、IBF世界ミドル級王者バーナード・ホプキンスと対戦するが一方的に支配され7回2分22秒TKO負けでWBAに続く王座獲得に失敗した。
1998年2月20日、WBAフェデラテンスーパーミドル級王座決定戦を4年前に大逆転負けされているホルヘ・カストロと対戦し初回と4回に1度ずつ計2つのダウンを奪われ10回0-3(93-95、94-96、98-99)の判定負けで王座獲得に失敗した。
1999年9月25日、デーブ・ボーンと対戦し2回TKO勝ちを最後に現役を引退した。

## トレーナーとして
引退後はかつての師匠でもあるグレッグ・ベンドンからトレーニング術を学びクリアソンズ・ジムでトレーナーとして活躍している。現在はセルゲイ・コバレフを筆頭に、ランドール・ベイリー(スーパーライト級時代のみ)、ネート・キャンベル、かつての宿敵でもあるバーナード・ホプキンス(アントニオ・ターバー戦とジョー・スミス・ジュニアとの引退試合を務めた。)、シェーン・モズリー(ロナルド・ライト、フェルナンド・バルガス1、2戦のみ)を指導した。

## 獲得タイトル
- 全米ペンシルベニア州スーパーウェルター級王座
- WBO世界スーパーウェルター級王座(防衛6=返上)
- WBA世界ミドル級王座（防衛0=剥奪）